# Kenep (Loceret)
Kenep is een bestuurslaag in het regentschap Nganjuk van de provincie Oost-Java, Indonesië. Kenep telt 1951 inwoners (volkstelling 2010).